# Arctosa lagodechiensis
Arctosa lagodechiensis är en spindelart som beskrevs av Tamara Mcheidze 1997. Arctosa lagodechiensis ingår i släktet Arctosa och familjen vargspindlar. Inga underarter finns listade i Catalogue of Life.